# Hasta que perdió Jalisco
Hasta que perdió Jalisco es una película de comedia musical y mexicana de 1945,  escrita y dirigida por Fernando de Fuentes y protagonizada por Jorge Negrete y Gloria Marín.

## Sinopsis
Jorge Torres (Jorge Negrete) es un charro mexicano, que monta un caballo retinto y carga pistola al cinto. Es seguido a donde va por cuatro fieles escuderos liderados por Meladio (Armando Soto La Marina). Famoso en el pueblo por valiente, Jorge está viviendo el drama familiar de tener que mandar a su hermana a un convento pues ha tenido un hijo fuera de matrimonio, del cual Jorge se hace cargo y para acallar las murmuraciones lo hace pasar por hijo propio. Cabe destacar que para ayudarlo a criar al niño se apoya en Meladio y sus amigos.
Un buen día, a los cuatro amigos de Jorge los contrata Tomás Saucedo (Tony Díaz) para que asalten en el camino a un par de damas: Doña Trinidad (Eugenia Galindo) y Alicia (Gloria Marín) que se dirigen a visitar su rancho en la localidad. El asalto va mal gracias a que Jorge se aparece y salva a las damas, además de enfrentar cara a cara a Tomás Saucedo que entra al quite cuando ve que Meladio y sus amigos han fallado.
Una vez en el rancho de las mujeres Jorge se entera de las malas intenciones de Tomás hacia ellas y le piden que se quede a administrar el rancho para protegerlas en lo que regresa el hermano de Alicia para hacerse cargo. Jorge acepta, ya que Alicia se ha encariñado con su hijo y él se empieza a enamorar de ella. Jorge, después de perdonar a Meladio y sus amigos los contrata para que lo ayuden a trabajar el rancho.
Jorge va a visitar a su hermana al convento puesto que ella está a punto de tomar los votos. Alicia empieza a sentirse enamorada de Jorge. Tomás anda por el pueblo diciendo que va a matar a Jorge Torres. Jorge lo va a buscar a la cantina y le mete dos tiros para quitarle lo hablador y deje de molestar a Alicia y a doña Trini.
Roberto (Eduardo Noriega), el hermano de Alicia, regresa a hacerse cargo del rancho y Jorge considera que es hora de irse del rancho. No solo porque ya terminó su cometido de arreglarle las cuentas a Tomás, sino porque Alicia no lo quiere aceptar porque, confundida con las visitas de Jorge al convento, ella cree que son a alguna novia que tiene en secreto y por esa razón lo rechaza de amores. La condición para aceptarlo es muy simple: Alicia quiere saber quien es la mamá del hijo de Jorge y que de veras ya no tiene nada con ella.
Al final resulta que Roberto era el antiguo novio de la hermana de Jorge y padre del niño. Al saber esto Alicia acepta a Jorge y juntos van por la hermana de Jorge al convento y la sacan de ahí para hacer una boda doble.

## Reparto
- Jorge Negrete como Jorge Torres.
- Gloria Marín como Alicia.
- Armando Soto La Marina como Meladio.
- Federico Mariscal como Beto.
- Eugenia Galindo como Doña Trini.
- Tony Díaz como Tomás Saucedo.
- Alfonso Bedoya como Amigo de Jorge.
- Eduardo Noriega como Roberto.
- Rita María Bauzá
- Manuel Noriega como Don Joaquín.
- José Muñoz como Toribio.
- Julio Ahuet como Amigo de Jorge.
- Agripina Anaya como Sirvienta (no acreditada).
- Jorge Arriaga (no acreditado).
- Enedina Díaz de León como Pascuala (no acreditada).
- José Escanero como Cantinero II (no acreditado).
- José Ortega como Mensajero (no acreditado).
- Alicia Reyna como Sirvienta de Cristina (no acreditada).
- José Ignacio Rocha como Cochero (no acreditado).
- Humberto Rodríguez (no acreditado).
- Manuel Trejo Morales como Amigo de Jorge (no acreditado).
- Hernán Vera como Cantinero (no acreditado).